# Cantus Domus
Cantus Domus ist ein gemischter Berliner Chor unter der Leitung von Ralf Sochaczewsky.

## Geschichte und Informationen
Cantus Domus wurde 1996 in Berlin als Laienchor gegründet und ist seit der Gründung auf über 100 Mitglieder angewachsen. Der Name ist ein lateinisches Wortspiel auf Haus Chor.
Der Chor ist als Verein (Cantus Domus e.V.) organisiert und Teil des Chorverbands Berlin. Die Besetzung ändert sich mit Auftritten und wird aus dem Kreis aktiver Mitglieder rekrutiert.
Er erhielt 2017 und 2019 die höchste Laienchorförderung des Landes Berlin.

## Programm
Cantus Domus führt musikalische Werke teils an ungewöhnlichen Orten und mit ungewöhnlicher Dramaturgie auf. So führten sie die h-Moll-Messe von Bach in einem ehemaligen Kraftwerk, dem Kraftwerk Berlin auf, und Arthur Honeggers Roi David mit getanzten Beiträgen. Frank Schwemmers Choroper Macbeth wurde 2016 uraufgeführt und 2017 eine Jazzkomposition von Charlotte Greve: Sediments we move. Cantus Domus nennt diese Aufführungen KonzeptKonzerte.
Der Chor singt regelmäßig auf dem Haldern Pop Festival und zahlreiche Projekte finden im Rahmen künstlerischer Kollaborationen statt, beispielsweise mit dem Abaco-Orchester, Tocotronic, Damien Rice, The Slow Show und Bon Iver.

## Internationale Projekte
2017 arbeitete Cantus Domus mit dem georgischen Chor Shavnabada zusammen. Ziel der Zusammenarbeit war eine Gegenüberstellung und ein gegenseitiger Austausch zwischen der polyphonen Musikkultur Georgiens und der Zentraleuropas und resultierte in Konzerten in Georgien und Deutschland. Ein Bericht dazu wurde im georgischen Fernsehen Imedi TV ausgestrahlt.
Ein Pariser Konzert mit Damian Rice erschien auf Arte.

## Preise
Cantus Domus errang einen dritten Platz des Deutschen Chorwettbewerbs 2010 und einen siebten Platz im Jahr 2018.

## Diskografie
2021 erschien Charlotte Greves Sediments We Move im US-Label New Amsterdam Records.
2019 erschien Puppets auf Leonard Cohens Thanks for the Dance im Label Columbia Legacy.
2010 erschien Rachmaninows Vesper (Op. 37: Nr. 15) im Label recordJet.